# Plata y Castañar
Se conoce con el nombre de Plata y Castañar a una de las cuatro barriadas que forma el barrio administrativo de San Andrés del madrileño distrito de Villaverde. Se encuentra flanqueado al sureste por Villaverde Alto, el casco antiguo de Villaverde,al suroeste por el término municipal de Leganés por la calle Domingo de Párraga. Al oeste por la Carretera de Toledo, al norte por la Carretera de Carabanchel a Villaverde (antigua C-502) y al este por la Ciudad de los Ángeles.
La barriada está atravesada por el Arroyo Butarque.

## Geografía urbana
Esta barriada se articula en torno al Paseo de Plata y Castañar, que parte al sureste del cruce de la calle Villalonso y el Paseo de los Ferroviarios y acaba en el P.K. 8 de la A-42 en su extremo noroeste.
Otra calle que da acceso a la barriada es la calle del Verde Viento, que parte de la Carretera de Carabanchel a Villaverde y finaliza en el Paseo de Plata y Castañar.
El resto de vías que forman esta barriada con un entramado más o menos cuadriculado son:
- C/ Afluentes
- C/ Bajamar
- C/ Camborio
- C/ Islas
- C/ Mareas
- C/ Olas
- C/ Pleamar
- C/ Romancero Gitano
- C/ Verde Viento

## Demografía
Es una barriada poco poblada, predominan zonas verdes y zonas sin construir ni uso aparente . En esta barriada se encuentra el Parque de Plata y Castañar al oeste de 22,5 ha de superficie, integrado en este se encuentra el Centro Deportivo Plata y Castañar reformado en 2009, bloques de protección oficial de finales de los años 80 y principios de los años 90.
Algunos vecinos han acusado una falta de mantenimiento y despreocupación por parte de la Junta Municipal de Villaverde hacia esta barriada.

## Transporte
Esta barriada está comunicada con otros barrios y distritos vecinos mediante la línea 76 de autobús de la Empresa Municipal de Transportes de Madrid, que tiene su cabecera en el Paseo de Plata y Castañar.
La línea comunica esta barriada de forma directa con Ciudad de los Ángeles (C/ Eduardo Barreiros), Orcasur (C/ Eduardo Barreiros), Almendrales (Avenida de Córdoba) y finaliza su recorrido en la Plaza de la Beata María Ana de Jesús, donde enlaza con Metro de Madrid y otras líneas de autobús.
Caminando por el Paseo de los Ferroviarios y la calle de Domingo Párraga, tienen acceso a la estación de Villaverde Alto, perteneciente a la línea 3 de Metro de Madrid y las líneas C-4 y C-5 de Cercanías Renfe.
En la Glorieta de Butarque al final de la calle Verde Viento se instaló en 2009 un acceso de carril bici que conecta con el Anillo Verde Ciclista de Madrid en el kilómetro 30.